# Jimmy McGriff

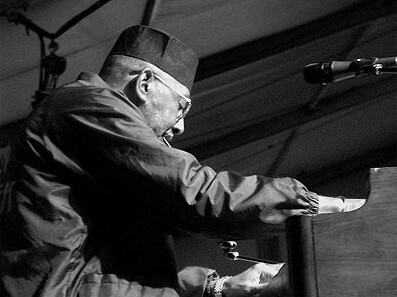
Jimmy McGriff (2004)

James Harrell McGriff (* 3. April 1936 in Philadelphia, Pennsylvania; † 24. Mai 2008 ebenda) war ein amerikanischer Jazz- und Soul-Organist an der Hammond-Orgel, der zeitweise auch anderen Stilen wie Rhythm and Blues und Funk nachging.

## Leben
McGriff stammt aus einer musikalischen Familie, beide Eltern spielten Klavier (und Benny Golson ist ein Vetter von ihm). Er lernte zunächst ab 5 Jahren Klavier und dann Altsaxophon und Bass (sowie Schlagzeug und Vibraphon), den er auch als Jugendlicher in einem Klaviertrio spielte (u. a. begleitete er die Sängerin Big Maybelle). Danach war er einige Zeit als Militärpolizist in Korea und begann nach seiner Rückkehr zunächst in Philadelphia bei der Polizei. Die Erfolge seines Jugendfreundes, des Organisten Jimmy Smith sowie der Einfluss von Richard „Groove“ Holmes (den er auf der Hochzeit seiner Schwester hörte), seinem Lehrer und späteren Freund, brachten ihn wieder der Musik näher.
Er studierte Orgel am Combe College of Music in Philadelphia, an der New Yorker Juilliard School of Music, bei Milt Buckner und beim klassischen Organisten Sonny Gatewood. 1960 wurde er professioneller Musiker, der in der Umgebung von Philadelphia mit eigener Combo auftrat und durchreisende Musiker wie Carmen McRae begleitete. 1961 machte sein Trio erste eigene Aufnahmen (Hit mit I’ve Got a Woman von Ray Charles), gefolgt von einem Album 1962 beim Label Sue mit seinem Hit All About My Girl. Nach dem Album Blues for Mr. Jimmy (1965, mit Larry Frazier) wechselte er zu Solid State Records, wo ihn Produzent Sonny Lester als einen der Hauptmusiker des Labels herausbrachte (The Worm 1968). McGriff zog nach Newark in New Jersey, wo er auch einen eigenen Club eröffnete. Ab 1969 spielte er regelmäßig mit der Bigband von Buddy Rich, mit dem er auch zwei Jahre Mitte der 1970er Jahre tourte (The Last Blues Album Vol. 1, 1974).
1972 zog er sich vorübergehend aus dem Musikgeschäft zurück, um Pferdezucht in Connecticut zu betreiben, kehrte aber schon ein Jahr später zurück. Er nahm für Groove Merchant (das Label war ebenfalls von Lester) auf. In den 1980er Jahren erlebte seine Musik in der Sampler-Szene ein Comeback. Ab 1986 spielte er häufig mit Hank Crawford (Soul Survivors, 1987; Road Tested, 1997) und tourte mit einem eigenen Quartett.
Smith selbst bezeichnet sich „eher als Bluesmusiker“ (statt als Jazz-Musiker). Neben den erwähnten Labels nahm er auch ab den 1980er Jahren für Milestone (Produzent Bob Porter) und schon ab 1969 („Electric Funk“) gelegentlich für Blue Note Records auf. Insgesamt handelt es sich um mehr als 50 Tonträger unter eigenem Namen. Unter anderen nahm er mit George Benson, Kenny Burrell, Frank Foster, David „Fathead“ Newman, J. J. Johnson,  mit Richard „Groove“ Holmes (im Orgel-Duo) und mit dem Organisten Dr. Lonnie Smith („McGriff’s House Party“ 2000) auf. Er spielte u. a. mit Count Basie, Wynton Marsalis, Lou Donaldson und Dizzy Gillespie.
McGriff konnte bedingt durch eine Erkrankung an Multipler Sklerose seit 2007 nicht mehr auftreten und lebte in einem Pflegeheim in Voorhees Township.

## Diskografie (Auswahl)

### Bandleader
- I’ve Got a Woman (Sue Records, 1962)
- Jimmy McGriff at the Apollo, live (Sue, 1963)
- Christmas with McGriff (Sue, 1963)
- I’ve Got a New Woman (Solid State, 1967)
- The Worm (Solid State, 1968)
- Electric Funk (Blue Note, 1970)
- Soul Sugar (Capitol, 1970)
- Black Pearl, live (Blue Note, 1971)
- Groove Grease (Groove Merchant, 1971)
- Tailgunner (T.K. Productions, 1977)

### Zusammenarbeit
- Giants of the Organ Come Together (Groove Merchant, 1973) – mit Richard Groove Holmes
- McGriff’s House Party (Milestone, 2000) – mit Dr. Lonnie Smith

### Nachrufe
- Ben Ratliff: Jimmy McGriff, Jazz and Blues Organist, Dies at 72 In: The New York Times, 28. Mai 2008 (englisch).
- Charles Collins: Letter: Jimmy McGriff. In: The Guardian, 7. Juni 2008 (englisch).

### Musikbeispiele
- Jimmy McGriff: Electric Funk (1969) auf YouTube
- Jimmy McGriff: Soul Sugar (1970) auf YouTube
- Jimmy McGriff: Groove Grease (1971) auf YouTube

## Einzelbelege
1. ↑  Jimmy McGriff on Blue Note Records – Recording period between 1969–1971.
2. ↑  Ben Ratliff: Jimmy McGriff, Jazz and Blues Organist, Dies at 72 In: The New York Times, 28. Mai 2008 (englisch).
3. ↑  Er wurde jedoch von Down Beat seit 1967 nicht mehr im Bereich Jazz besprochen.

| Personendaten    | Personendaten                                                  |
| ---------------- | -------------------------------------------------------------- |
| NAME             | McGriff, Jimmy                                                 |
| ALTERNATIVNAMEN  | McGriff, James Harrell                                         |
| KURZBESCHREIBUNG | amerikanischer Blues-, Soul- und Jazz-Organist (Hammond-Orgel) |
| GEBURTSDATUM     | 3. April 1936                                                  |
| GEBURTSORT       | Philadelphia                                                   |
| STERBEDATUM      | 24. Mai 2008                                                   |
| STERBEORT        | Philadelphia                                                   |